# Protest (skulptur)

Protest är en skulptur och ett monument på Ladugårdsgärdet (Gärdet) i stadsdelen Östermalm, Stockholm. Protest restes 1986 och är utförd av skulptören Torsten Fridh.
Protest står på  Hakberget på västra delen av Gärdet, inte långt från Valhallavägen. Skulpturen består av tre höga stenblock i röd, grovhuggen granit där det mellersta är utformat som en rest knytnäve; symbolen för strid och för kampen om ett rättvist samhälle. Platsen var mål för arbetarrörelsens förstamajdemonstrationer mellan 1890 och 1965. En inskription med Socialdemokraternas röda ros (partisymbolen) påminner om det och den lyder:
HAKBERGET VAR

PLATSEN FÖR

1:A MAJ

DEMONSTRATIONER

I STOCKHOLM

UNDER TIDEN

1890–1965
Skulpturen syns i den brittiska science fiction-filmen Sunshine.

## Bilder

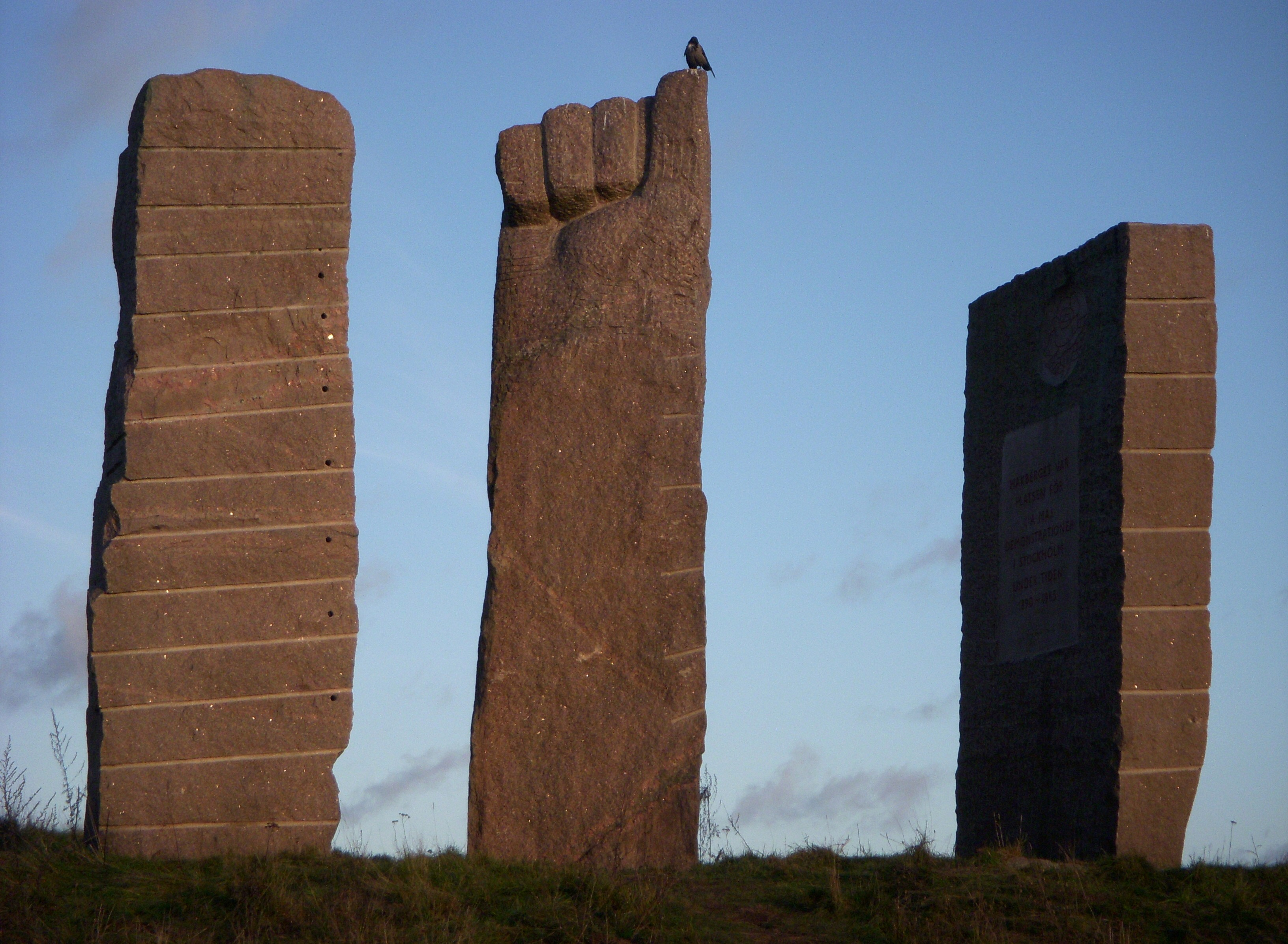
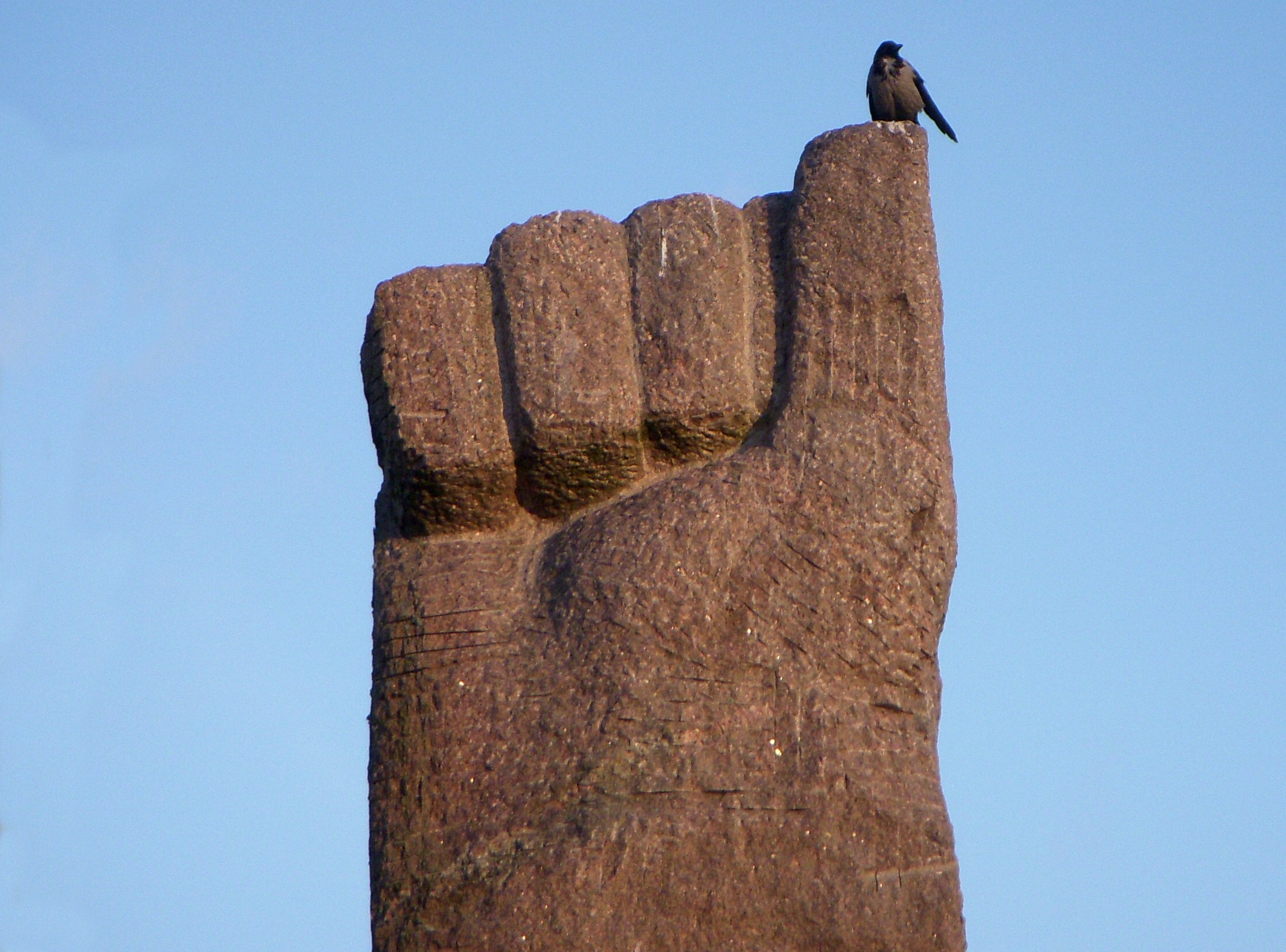
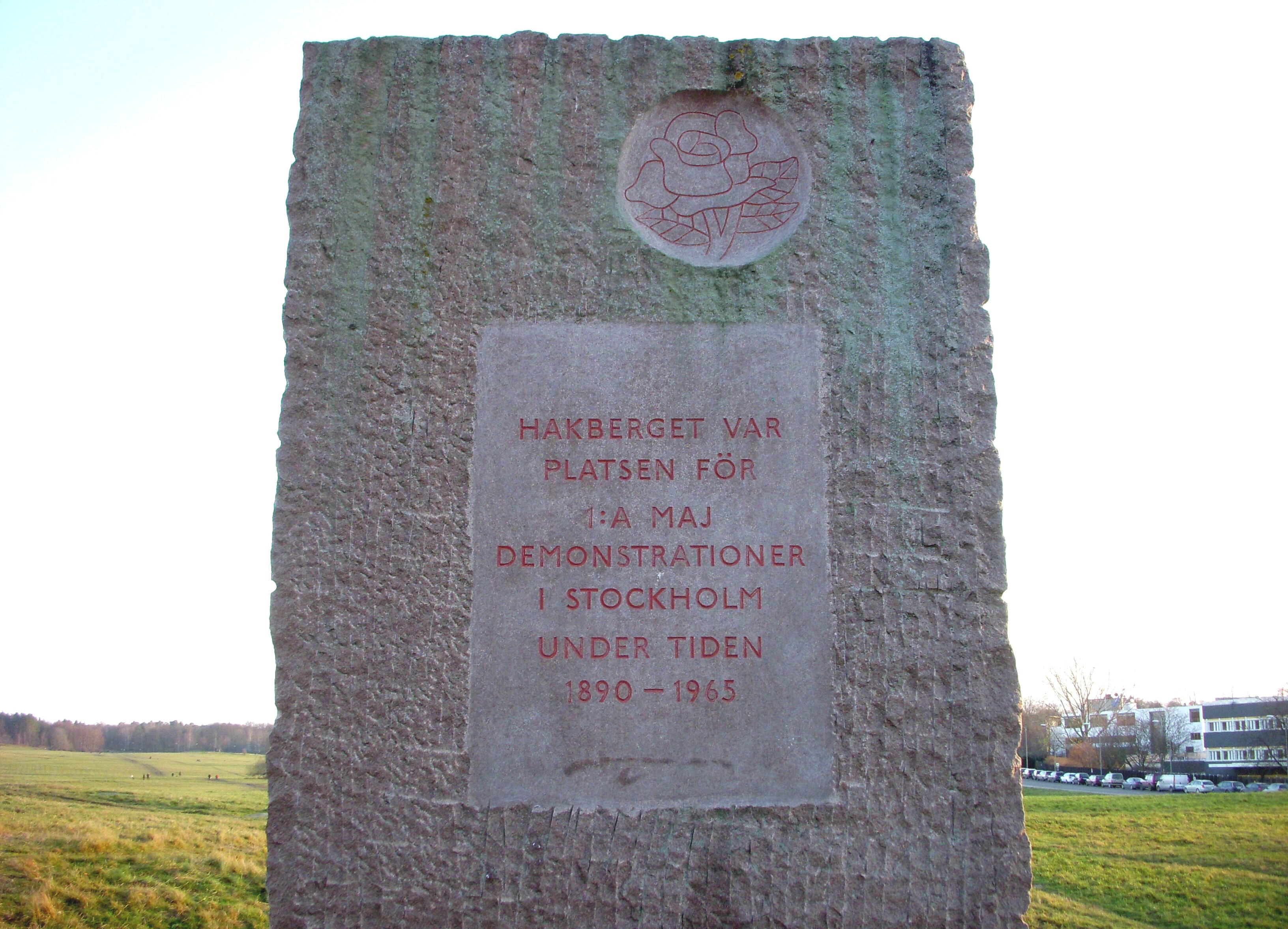
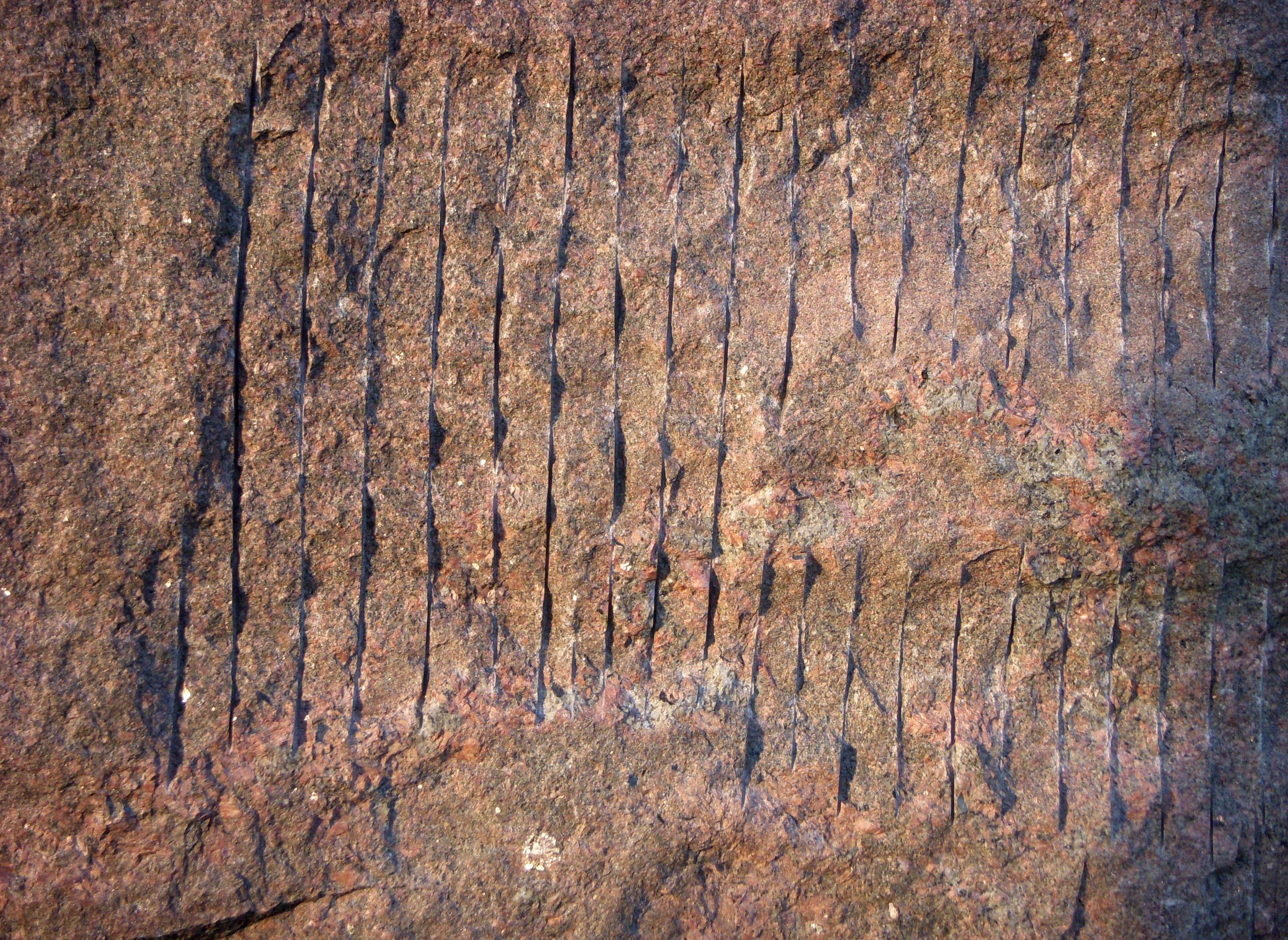